# 孟氏家庙
孟氏家庙是天津谦祥益绸布店创始人孟养轩祭祖的家族祠堂，建于1912年，坐落于当时的天津意租界的桑朱利亚诺侯爵道（Via Marchese di San Giuliano）（今河北区博爱道），该建筑目前为河北区重点文物保护单位和重点保护等级历史风貌建筑。

## 建筑风格
孟氏家庙总建筑面积为1574.49平方米，是一栋中西合璧建筑，前楼为西式风格建筑，后楼为中式风格建筑，前楼为砖木结构三层楼房，东西设有二层砖木结构厢房，正房与厢房之间有檐廊环通，檐廊装饰有花牙、额楣与雕饰。建筑平面为四合院格局，呈“口”字型，建筑正中设有天井式庭院，建筑的门窗为圆拱券式设计，前楼与厢房的顶部后坡设有平台，为一座典型的折衷主义式建筑，孟氏家庙内部设有孟家祖先的牌位和家谱，中华人民共和国成立后，孟氏家庙先后被一些企业和公司所使用。孟氏家庙在2009年6月开始进行整修，2010年9月底将全部完工，该建筑修复后将被作为办公场所。